# Wola Nowosielska
Wola Nowosielska – dawniej wieś, obecnie część miasta Cieszanowa, w południowo-wschodniej Polsce, położona w województwie podkarpackim, w powiecie lubaczowskim. Rozpościera się w widłach ulic Warszawskiej i Skorupki na północny zachód od centrum miasta. Do 1954 roky była przysiółkem wsi Folwarki.